# Amplificador diferencial
Es diu amplificador diferencial a un amplificador que la seva sortida és proporcional a la diferència entre les seves dues entrades (Vi+ i Vi-). La sortida pot ser diferencial o no, però en els dos casos, a terra.
Se sol construir per dos transistors que comparteixen la mateixa connexió a l'emissor, en el que administrem un corrent de polarització. Les bases dels transistors són les entrades, mentre que els col·lectors són les sortides.
Tota aquesta descripció es basa en transistors d'unió bipolar, però això mateix ho podem fer amb tecnologia MOS o CMOS.